# Naile Sultan (dcera Abdulmecida I.)
Naile Sultan (30. září 1856 Istanbul – 18. ledna 1882 Istanbul) byla osmanská princezna, dcera sultána Abdülmecida I. a jeho ženy Şayeste Hanımefendi.

## Biografie
Naile Sultan se narodila ve stejný rok jako její sestra Mediha Sultan. V jejím rodném listě stojí, že se narodila v úterý. Bylo jí pouhých 5 let, když její otec Abdülmecid I. zemřel. Nejsou žádné záznamy o tom, jak byla vychovávána svým strýcem, sultánem Abdulazizem. Když nastoupil na trůn její bratr Abdulhamid II., byla provdána za Čerkese Mehmeda Paşu, kterého jí vybrala matka. Svatba se konala 6. října 1876 v paláci Dolmabahçe.
Zemřela šest let po sňatku, 18. ledna 1882 ve svých 26 letech na tuberkulózu se kterou bojovala ve svém mládí, stejně jako její starší sestra Behice Sultan. Byla pochována v mauzoleu pro urozené ženy v Istanbulu. Po její smrti si Mehmed Paşa vzal Esmu Sultan, dceru sultána Abdulazize a jeho ženy Neşerek Kadın Efendi.